# François Sabatier-Ungher
Pour les articles homonymes, voir Sabatier.
François Sabatier, dit Sabatier-Ungher après son mariage avec Caroline Ungher, né le 2 juillet 1818 à Montpellier et mort à la Tour du Farges (Lunel-Viel) le 1er décembre 1891, est un mécène, critique d'art et traducteur germaniste français.

## Biographie

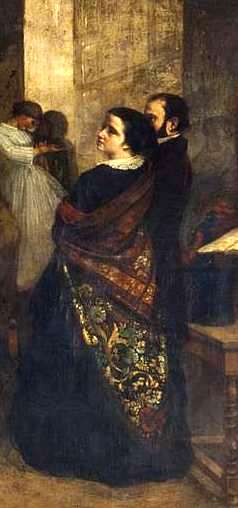
Détail de L'Atelier du peintre de Courbet.

Fils d'un riche propriétaire languedocien mort peu de temps avant la naissance de l'enfant, Marie Jean Baptiste François Sabatier est élevé par un oncle, l'abbé Roques. Après avoir commencé ses études dans un collège jésuite, le jeune homme s'émancipe et souhaite mener une carrière d'écrivain et de poète. Il se rend ainsi dès 1833 à Paris, où il est encouragé dans sa vocation littéraire par Alfred de Vigny. Il y fait également la connaissance d'artistes-peintres tels que Paul Chenavard (dont il achète La Palingénésie sociale), Auguste Bouquet et Edmond Wagrez. En compagnie de ces deux derniers, il part en 1838 à la découverte de l'Italie et de ses chefs-d'œuvre. À Rome, il rencontre les peintres Henri Lehmann, dont il achète la Sainte Catherine d'Alexandrie portée au tombeau (1839, Montpellier, musée Fabre), et Dominique Papety, ainsi que le sculpteur Auguste Ottin, tous deux pensionnaires de la villa Médicis. Les conceptions fouriéristes affirmées par ce dernier et par Bouquet exercent une influence considérable sur Papety et Sabatier, qui adoptent à leur tour les théories phalanstériennes de Charles Fourier.
C'est également au cours de ce voyage en Italie que Sabatier rencontre, par l'entremise de Lehmann, la célèbre cantatrice autrichienne Caroline Ungher, qu'il épouse le 18 mars 1841 en l'église Santa Lucia dei Magnoli de Florence. Les jeunes mariés voyagent en Allemagne, à Dresde, où ils rencontrent le poète Ludwig Tieck et retrouvent Franz Liszt (que François Sabatier fréquentait déjà à Rome), puis à Munich, où Sabatier admire les œuvres des artistes nazaréens. De retour en Italie, les Sabatier-Ungher s'installent à Florence, dans le palazzo Renai (aujourd'hui siège du Consiglio Notarile di Firenze) dont la rénovation et le décor, d'esprit fouriériste, sont confiés aux amis artistes du jeune couple.
En avril 1846, Sabatier et Papety entament un nouveau voyage artistique, dont la destination est cette fois-ci la Grèce. Sabatier doit cependant rentrer à Florence dès le mois de juillet, son ami Bouquet étant mourant. Le couple Sabatier-Ungher adopte la fille du peintre, Louise Bouquet (future épouse de Michele Amari).
La Révolution française de 1848, qui suscite les espoirs des fouriéristes (dont le chef de file, Victor Considerant, est élu à l'Assemblée nationale), ramène Sabatier à Paris. En 1851, il fait paraître une critique du Salon de 1850-51, où il salue la montée en puissance de l'école réaliste et, notamment, de Gustave Courbet, dont il devient l'ami et le mécène.
Retiré sur sa propriété viticole lunelvielloise de la Tour de Farges après le Coup d'État du 2 décembre 1851, Sabatier y accueille Courbet en 1854. Le peintre d'Ornans y dessine le portrait de son mécène, qu'il a peut-être également représenté à droite de L'Atelier du peintre (1855, Paris, Musée d'Orsay). L'homme accompagnant Apollonie Sabatier ne serait donc pas le riche amant de cette dernière, Alfred Mosselman, mais bien François Sabatier, à demi-caché et identifiable seulement grâce à cette association à une personnalité homonyme (sans lien de parenté). Courbet séjourne à nouveau en 1857 à la Tour de Farges, où il réalise une vue de la propriété de son ami ainsi qu'une vue du pont d'Ambrussum (Montpellier, musée Fabre).
Sabatier accueille également à la Tour de Farges des proscrits politiques comme le révolutionnaire allemand Moritz Hartmann.
Après la mort de Caroline (1877), François Sabatier se remarie avec Catherine Boll. Par son testament, rédigé en juillet 1890, il lègue au musée Fabre de Montpellier ses livres et sa collection de tableaux et, au musée du Louvre, de nombreux dessins réalisés en Grèce par Papety. Il fait également un don de 10 000 francs à la maison de retraite Galignani de Neuilly, dont son ami Ottin est un des pensionnaires.

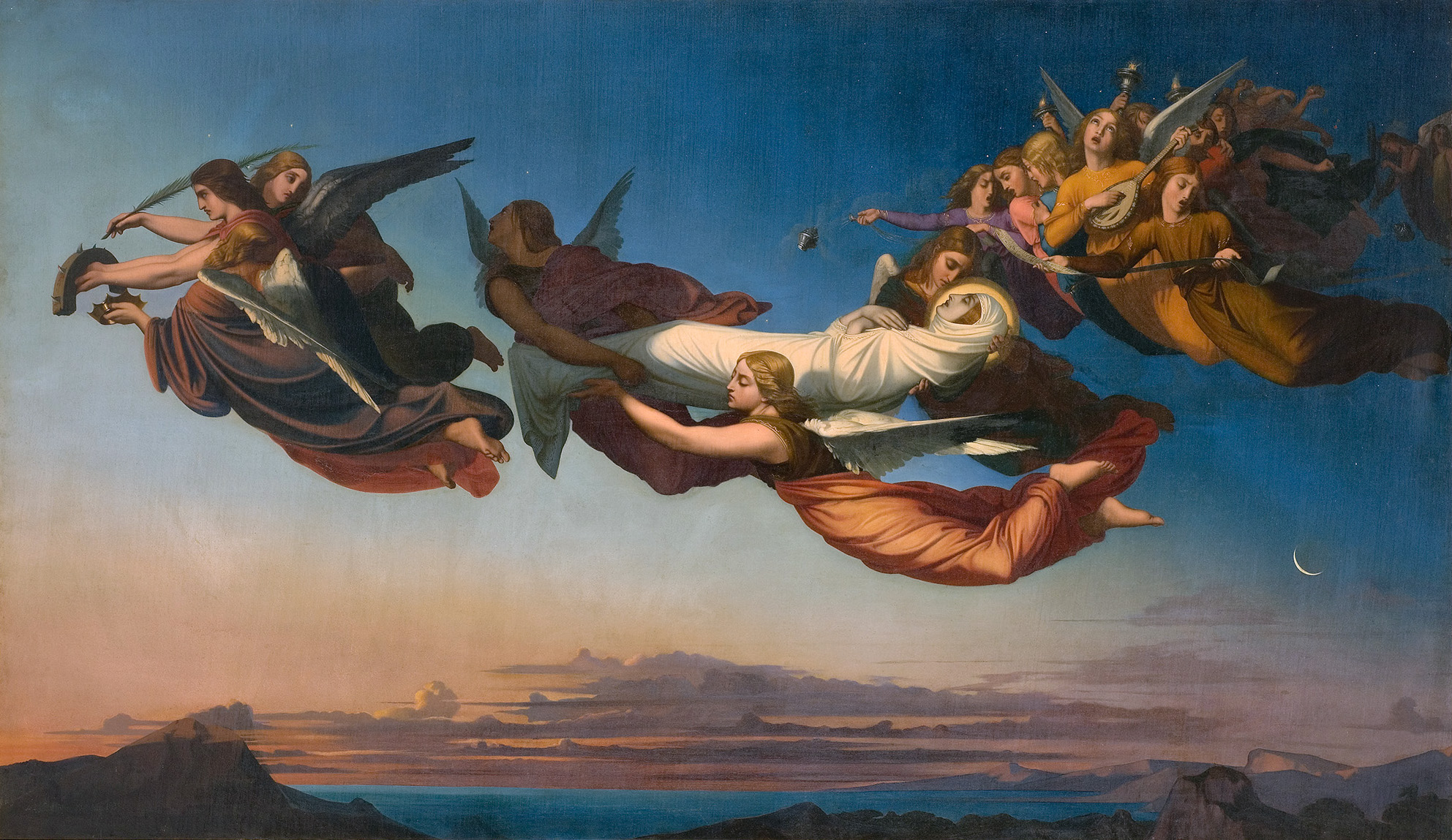
Henri Lehmann, Sainte Catherine d'Alexandrie portée au tombeau (1839, Montpellier, musée Fabre).
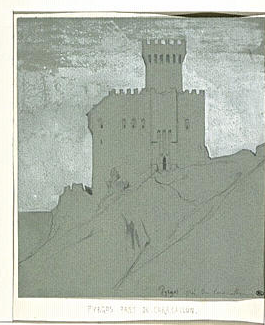
Pyrgos près de Karakallou (v. 1846-47) : un des nombreux dessins de Dominique Papety légués par Sabatier au Louvre.
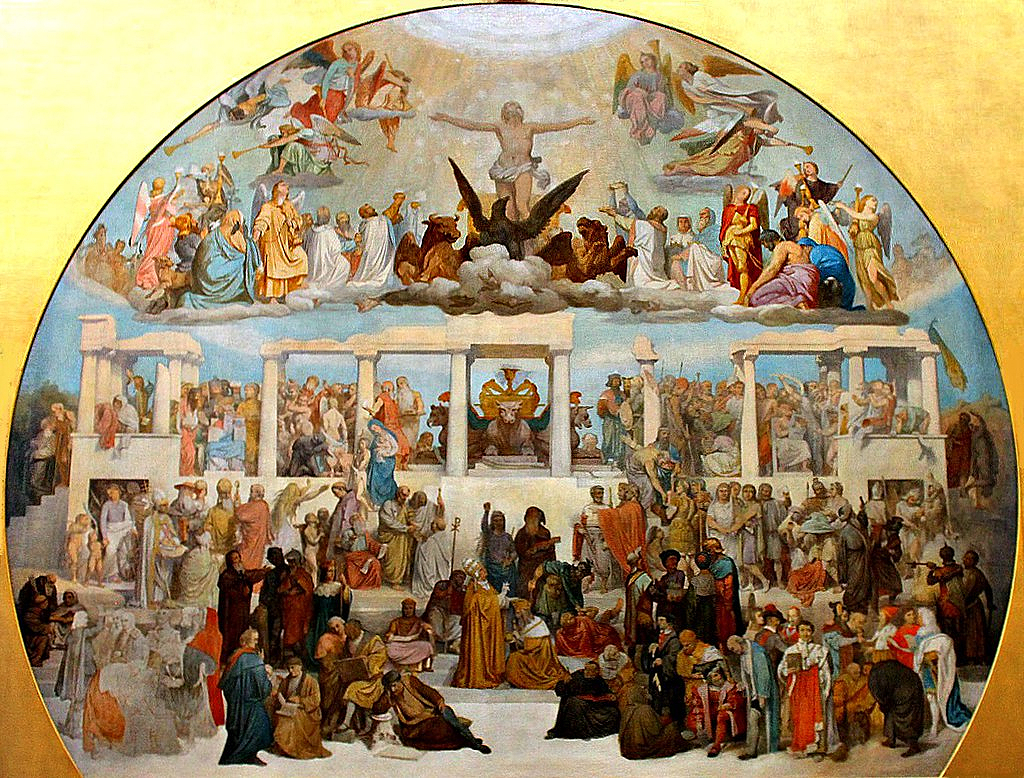
La Palingénésie sociale (1848), œuvre de Paul Chenavard ayant appartenu à Sabatier.

## Œuvres

### Traductions de l'allemand
- Ferdinand Gregorovius, Les Tombeaux des papes, Paris, Michel Lévy frères, 1859.
- Friedrich von Schiller, Wilhelm Tell, Königsberg, 1859.
- Goethe, Faust, Paris, Delagrave, 1893.

### Critique
- Salon de 1851, Paris, Librairie phalanstérienne, 1851.